# Barrington Pheloung
Barrington Somers Pheloung (* 10. Mai 1954 in Sydney; † 31. Juli 2019 in Australien) war ein australischer Komponist von Ballett-, Film- und Kammermusik. Ab 1972 lebte er in England. Sein Nachname Pheloung ist hugenottischen Ursprungs.

## Leben
Barrington Pheloung wurde in Sydneys Stadtteil Manly geboren. Im Alter von 18 Jahren zog er nach London, um Gitarre zu studieren. Er wurde am Royal College of Music von John Williams und Julian Bream unterrichtet und studierte dort außerdem Komposition und Dirigieren. 1977 gewann er ein Stipendium für einen Kurs für Komposition und Choreographie an der Universität Surrey. Bereits in seinem zweiten Studienjahr erhielt er einen Kompositionsauftrag für ein Ballett. Seitdem schrieb er für über 50 englische und internationale Ballettproduktionen die Musik.
Aus der Ehe mit Heather Pheloung gehen die Söhne Anthony, Danny und Timmy sowie die Tochter Adel hervor. Er starb in seinem Haus in Australien.

## Musikalisches Schaffen
Am bekanntesten sind seine Titelthemen zu den Fernsehserien Inspektor Morse, Mordkommission Oxford und Der junge Inspektor Morse. 1992 erhielt er für Inspektor Morse eine Nominierung für den BAFTA TV Award (Best Original Television Music).
Für seine Arbeit am Film Hilary & Jackie wurde er 1999 ebenfalls für einen BAFTA (Anthony Asquith Award for Film Music) nominiert. Es folgten weitere Arbeiten für Filme wie Wie verrückt und aus tiefstem Herzen, in dem er auch kurz auftritt. 1994 schrieb er die Musik zum Film Nostradamus, zur Stephen-King-Verfilmung The Mangler aus dem Jahr 1995 war er ebenso als Komponist tätig. 2005 komponierte er die Musik zu Shopgirl, gefolgt 2007 von Die Zeit, die uns noch bleibt.
Weiterhin schrieb er den Soundtrack zu den Computerspielen In Cold Blood sowie Baphomets Fluch und Baphomets Fluch 2.
Neben seiner Arbeit für Film und Fernsehen schrieb Barrington Pheloung auch für das Theater. So schrieb er u. a. die Musik für die West-End-Stücke Made in Bangkok von Anthony Minghella und After the Fall von Arthur Miller. Außerdem komponierte er für das London Contemporary Dance Theatre und für Events, wie die Eröffnung des Millennium Domes.

## Filmografie (Auswahl)
- 1987: Friendship’s Death
- 1987–2000: Inspektor Morse, Mordkommission Oxford (Inspector Morse, Fernsehserie, 33 Folgen, UK: Platin)[5]
- 1991: Wie verrückt und aus tiefstem Herzen (Truly Madly Deeply)
- 1992: Inspektor Morse Vol 2 (UK: Silber)
- 1994: Shopping
- 1994: Nostradamus
- 1995: Essential Inspector Morse (UK: Silber)
- 1995: The Mangler
- 1998: Hilary & Jackie
- 2005: Shopgirl
- 2007: Die Zeit, die uns noch bleibt (And When Did You Last See Your Father?)
- 2007–2013: Lewis – Der Oxford Krimi (Lewis, Fernsehserie)
- 2009: Yorkshire Killer (Red Riding, Fernsehfilm)
- 2012–2019: Der junge Inspektor Morse (Endeavour, Fernsehserie)
- 2016: My Feral Heart